# Maturín (município)
Maturín é um município da Venezuela localizado no estado de Monagas. É uma cidade venezuelana na região nororiental, capital do estado de estado Monagas e do município homônimo. É a sexta maior cidade do país, com 542.259 habitantes, superada em ordem por as principais cidades do pais Caracas, Maracaibo, Barquisimeto, Valencia e Ciudad Guayana. Está localizado a 122 m de altitude, próximo ao Rio Guarapiche, a 416 km de Caracas em linha reta.
Maturín, foi fundado o 7 de dezembro de 1760 pelo frade capuchinho [Lucas de Zaragoza], ganhou popularidade nos últimos anos como resultado da atividade petrolífera nas proximidades. A cidade é o principal centro político, administrativo, financeiro, comercial e de serviços do estado de Monagas.
Em novembro de 2021, Ana Fuentes foi proclamada prefeita do município.